# 浅田雅洋
浅田 雅洋（あさだ まさひろ） は、日本の電子工学者。東京工業大学科学技術創成研究院教授。

## 人物・経歴
1979年東京工業大学工学部電子物理工学科卒業。1984年東京工業大学大学院理工学研究科博士課程修了、工学博士。同年東京工業大学工学部助手。1986年シュトゥットガルト大学物理研究所研究員。1988年東京工業大学工学部電気電子工学科助教授。1999年東京工業大学大学院総合理工学研究科教授。2007年東京工業大学量子ナノエレクトロニクス研究センター長。2016年東京工業大学科学技術創成研究院教授。

## 受賞
- 2003年 応用物理学会JJAP論文賞[2]
- 2004年 市村学術賞[2]
- 2006年 応用物理学会JJAP論文賞[2]
- 2007年 国際コミュニケーション基金優秀研究賞[2]
- 2009年 応用物理学会フェロー [2]
- 2011年 IEEEフェロー[2]
- 2012年 電子情報通信学会フェロー[2]
- 2015年 電子情報通信学会エレクトロニクスソサイエティ賞[2]
- 2018年 文部科学大臣表彰科学技術賞（研究部門）[2]